# Henrikas Puskunigis
Henrikas Puskunigis (* zwischen 1929 und 1935 in der Rajongemeinde Šakiai) ist ein litauischer Schachschiedsrichter und ehemaliger Sportfunktionär. Er war Verbandspräsident des litauischen Schachbundes.

## Leben
Henrikas Puskunigis lernte am Gymnasium in Kretinga. 1984 bekam er den Titel International Arbiter (IA) von der FIDE. Später wurde er von der Mitgliederversammlung des Schachverbands Litauens zum Präsidenten gewählt.
Puskunigis ist Autor einiger Bücher über Schach. Außerdem publizierte er einige Artikel über die europäische und litauische Schachgeschichte.

## Bibliographie
- 300 šachmatų uždavinių by Henrikas Puskunigis.  3 Auflagen.  1991
- Žaidžiame šachmatais. 2 Auflagen.  1987
- Rinktinės pasaulio čempionu̜ partijos[4]
- Schach: Sport. Wissenschaft. Kunst // Šachmatai: Sportas. Mokslas. Menas. 1993 Verlag „Alka“, 220 Seiten.[5]
- Kaip „kavinių riteriai“ tapo „didmeistrių siaubu“ (Memento vom 18. Juli 2015 auf WebCite) (2012)
- Didmeistrių ar parapsichologų dvikova? Istorinis mačas dėl pasaulio šachmatų karūnos (Kultūros barai)